# Шеберстов Олексій Миколайович
Олексій Миколайович Шеберстов — український енергетик, Міністерство палива та енергетики України, заступник Міністра (08.2006-01.2008); Енергетична консалтингова група, генеральний директор.
Н. 12 серпня 1944 (місто Іваново, РРФСР, СРСР); росіянин; батько Ільєнков Микола Федорович — загинув на війні; мати Шеберстова Віра Сергіївна (1920—1998); дружина Лідія Григорівна (1949) — лікар; сини Павло (1968) і Петро (1966).

## Освіта
Івановський енергетичний інститут, теплоенергетичний факультет (1961—1966), інженер-теплоенергетик.
- 01.-12.1967 — майстер тресту «Центроенергомонтаж» міста Москва.
- 01.1968-06.1970 — майстер, старший майстер ЦЦР Заїрської ДРЕС, село Новий Заїр, Татарстан.
- 06.-10.1970 — старший майстер Ворошиловградської дільниці, підприємство «Харківенергоремонт» село Щастя Ворошиловградської області.
- 10.1970-03.1975 — шеф-майстер, старший майстер, шеф-інженер, начальник ремонтно-турбінної дільниці ЕРП «Донбасенерго» села Щастя.
- 03.1975-03.1977 — заступник головного інженера, заступник директора ЕРП «Донбасенерго» міста Донецьк.
- 03.1977-07.1982 — начальник котлотурбінного цеху, заступник головного інженера Київської ТЕЦ-5 міста Київ.
- 07.1982-07.1990 — головний інженер, заступник головного інженера Київської ТЕЦ-6 міста Київ.
- 07.1990-01.1992 — заступник начальника Управління електростанцій і теплових мереж Міністерства енергетики України.
- 01.1992-09.1993 — головний інженер Київської ТЕЦ-5.
- 09.1993-07.1995 — перший заступник Міністра, 3 липня 1995 — 13 червня 1996 — Міністр енергетики та електрифікації України.
- 1996—1997 — генеральний директор Енергетичної консалтингової групи.
- 25 липня 1997-10 лютого 1999 — Міністр енергетики України.
- З 1999 — президент, Енергетична консалтингова група; ген. директор, Енергетична консалтингова група «ЕнКоГ».
- З 10.2000 — голова експертної групи Ради національної безпеки і оборони України з паливно-енергетичного комплексу — радник Секретаря.
- 04.2004-02.2005 — перший заступник Міністра палива та енергетики України.

Голова наглядової ради НАК «Енергетична компанія України» (з 06.2004).
Заслужений енергетик України (1994). Державний службовець 1-го рангу (04.1994). Орден «За заслуги» III ступеня (08.2004).
Захоплення: історична література.

## Джерело
- Довідка [Архівовано 4 березня 2016 у Wayback Machine.]